# Organotiofosfato
Los organotiofosfatos u organofosforotioatos son una subclase de compuestos organofosforados. Muchos de estos compuestos se usan como pesticidas, algunos tienen aplicaciones médicas y otros se usan como aditivos de aceite. Generalmente tienen la fórmula química (RO)3PS, [(RO)2P(S)O]−, R(RO)2PS, etc.
|                                                   |
| Ecotiofato usado para el tratamiento del glaucoma |

|                                            |
| Amifostina, que se usa en la quimioterapia |

|                                   |
| Clorpirifos, un insecticida común |

|                                |
| Malatión, un insecticida común |

|                                                            |
| Los fosforotioatos son la base de las terapias antisentido |

Los fosforotioatos de oligonucleótidos (OPS) son oligonucleótidos modificados donde uno de los átomos de oxígeno en el resto fosfato es reemplazado por azufre. Estos compuestos son la base de la terapia antisentido, por ejemplo, los medicamentos fomivirsen (Vitravene), Oblimersen, Alicaforsen y Mipomersen (Kynamro).
Otros ejemplos de estos incluyen:
- Diazinón
- Fenitrotión
- Fentión
- Tiotepa

Las variantes con dobles enlaces P=O se desarrollaron como insecticidas debido a su reducida toxicidad en mamíferos. El enlace P=S del fosforotioato se convierte en el enlace tóxico P=O en el insecto objetivo. La conversión oxidativa similar en los mamíferos es más lenta, lo que confiere una menor toxicidad en los mamíferos.

## Estructura y síntesis química
En general, estos compuestos presentan centros de fósforo tetraédrico (V). Clásicamente, los tiofosfatos incluirían un enlace doble P=S como lo ilustra el malatión. La terminología se usa libremente y los tiofosfatos incluyen enlaces simples P-S como lo ilustra el medicamento amifostina.
Se derivan conceptualmente de los tiofosfatos inorgánicos (PO4−xS3−
x). De hecho, muchos se preparan a través de los ácidos diorganoditiofosfóricos intermedios, que se preparan tratando el pentasulfuro de fósforo con alcoholes:
{\displaystyle {\ce {P2S5 + 4ROH -> 2(RO)2PS2H + H2S}}}
El ditiofosfato de dimetilo y el ditiofosfato de dietilo se obtienen de esta manera. El primero es un precursor del malatión.